# (17576) 1994 PL25
A (17576) 1994 PL25 a Naprendszer kisbolygóövében található aszteroida. Eric Walter Elst fedezte fel 1994. augusztus 12-én.